# 518 до н. е.

## Події
- Заснування Парси перським царем Дарієм І Великим.
- Мільтіад Молодший був тираном у Херсонесі Фракійському.

### Астрономічні явища
- 9 квітня. Кільцеподібне сонячне затемнення.[1]
- 3 жовтня. Кільцеподібне сонячне затемнення.[1]